# 山保氏瘤叉尾天牛
山保氏瘤叉尾天牛（学名：Mesechthistatus yamahoi）為天牛科瘤叉尾天牛屬的動物，為臺灣特有種天牛，其種小名是以此種正模標本的採集者山保禮助命名（正模標本採集於阿塱衛，即今臺東縣達仁鄉安朔村一帶）。在1943年被首次發現後就少有紀錄，加上棲息地已遭嚴重的開發與造林，因此一度被認為是已滅絕的物種。直到2010年代起，出現少許的影像紀錄，成為臺灣少有的拉撒路物種。
此種天牛屬於少數不會飛的天牛，翅的基部具有不明顯的翅芽，棲息於海拔 300 至 1600 公尺的闊葉林，多於夜間活動且有趨光性，平時可能有隱匿於枯枝落葉間的習性。體長約 1.6 至 2.3 公分，全身褐色，前胸側緣有明顯鈍刺，翅鞘中後方具明顯呈三角形黑色斑塊。
目前山保氏瘤叉尾天牛的分類仍然沒有一致的看法，學名 Mesechthistatus yamahoi 為 2002 年所發表，台灣的學術機構也大多使用這個學名，但早在 1961 年，就已有學者將本種歸入 Mimechthistatus 屬（此屬於 1956 年發表），直到現今仍有許多國際的學術機構使用 Mimechthistatus yamahoi 這個學名。